# VfB Stuttgart
Verein für Bewegungsspiele Stuttgart 1893 e. V., thường được biết đến là VfB Stuttgart (phát âm tiếng Đức: [faʊ̯ɛfˈbeː ˈʃtʊtɡaʁt] ⓘ), là một câu lạc bộ thể thao chuyên nghiệp Đức có trụ sở ở Stuttgart, Baden-Württemberg. Đội bóng đá của câu lạc bộ hiện đang thi đấu ở Bundesliga, giải bóng đá hạng nhất của Đức. VfB Stuttgart đã giành được 5 chức vô địch quốc gia, lần gần nhất là vào mùa giải 2006–07, 4 DFB-Pokal và kỷ lục 2 lần vô địch UEFA Intertoto Cup.
Đội bóng có sân nhà là sân Mercedes-Benz Arena nằm ở khu liên hợp thể thao Cannstatter Wasen. Sân này nổi tiếng với đội dự bị đầy tài năng của họ, VfB Stuttgart II, đội bóng hiện chơi ở giải hạng 3, nằm dưới giải so với đội chính, ở giải đấu cao nhất cho phép dành cho đội dự bị.
VfB Stuttgart là một câu lạc bộ gồm nhiều thành viên và với khoảng 64.037 (tính đến tháng 6 năm 2018), VfB là câu lạc bộ thể thao lớn nhất ở bang và lớn thứ 5 trên toàn nước Đức. Các bộ môn thể thao của họ luôn thi đấu rất thành công và đã đạt được nhiều huy chương và thành tích. Câu lạc bộ cũng đào tạo ở các bộ môn hockey, bóng và trọng tài bóng đá. Những ngành này thi đấu ở giải nghiệp dư.

## Lịch sử

### Từ khi thành lập cho tới Chiến tranh thế giới thứ II

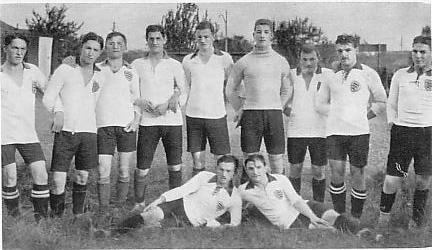
VfB Stuttgart vào năm 1912

Verein für Bewegungsspiele Stuttgart được thành lập vào ngày 2 tháng 4 năm 1912 sau khi được hợp vào từ hai câu lạc bộ Stuttgarter FV và Kronen-Club Cannstatt sau một cuộc họp giữa hai bên ở khách sạn Concordia ở Cannstatt. Các câu lạc bộ này được thành lập nên bởi các học sinh trung học những người học được những môn thể thao mới như Rugby và bóng đá từ người Anh.

### FV Stuttgart
Stuttgarter Fußballverein được thành lập ở khách sạn Zum Becher ở Canstatt vào ngày 9 tháng 9 năm 1893. Ban đầu FV là một câu lạc bộ rugby, chơi ở sân Stöckach-Eisbahn trước khi chuyển sang sân Cannstatter Wasen vào năm 1894. Câu lạc bộ rugby thành lập một khu vực bóng đá vào năm 1908. Câu lạc bộ lấy cầu thủ từ các trường học địa phương, dưới sự dẫn dắt của thầy giáo Carl Kaufmann, và nhanh chóng có được thành công đầu tiên; vào năm 1909 họ về nhì sau FSV 1897 Hannover ở trận chung kết rugby, thua 6-3. Rugby sau đó được thay thế bằng bóng đá bởi các cổ động viên thấy rằng rugby quá phức tạp để hiểu.
Vào năm 1909 FV gia nhập giải Süddeutschen Fußballverband (Giải vô địch bóng đá miền Đông Đức), chơi ở giải B-Klasse. Trong mùa giải thứ hai FV thắng trong trận chung kết với đội bóng về sau sáp nhập với họ là Kronen-Klub Cannstatt trước khi bị đánh bại bởi FV Zuffenhausen và phải chứng kiến đội bóng này lên hạng. Sau đó họ lên hạng nhất Südkreis-Liga vào năm 1912.

### Kronen-Klub Cannstatt

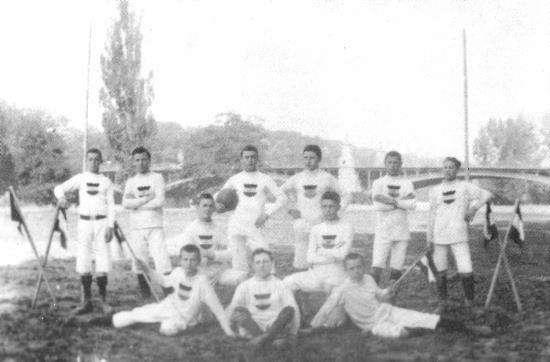
Kronen-Klub Cannstatt vào năm 1898

Cannstatter Fußballklub ban đầu là một câu lạc bộ rugby vào năm 1890 và cũng nhanh chóng xây dựng một đội bóng đá. Câu lạc bộ này bị giải tán sau chỉ vài năm hoạt động và những thành viên cũ gia nhập FC Krone Cannstatt vào năm 1897 để chỉ chơi bóng đá. Đội bóng mới chơi ở giải Süddeutschen Fußballverband (SFV) là giải hạng hai và lên hạng vào năm 1904. Cannstatt có sân nhà, sân vận động vẫn tồn tại đến ngày nay là sân TSV Münster.
Sau khi sự tái hợp vào năm 1912 của hai đội bóng, đội bóng bay đầu chơi ở giải Kreisliga Württemberg và sau đó là giải Bezirksliga Württemberg-Baden, có một số lần về đích ở top 3 đội dẫn đầu và giành chức vô địch giải này ở năm 1927. Câu lạc bộ cũng có nhiều lần góp mặt ở vòng chung kết giải SFV vào cuối những năm 20 và đầu những năm 30.

### 1933-1945
Vào năm 1933 bóng dá Đức được tổ chức lại thành 16 giải đấu cao nhất gọi là Gauligen. Stuttgart chơi ở giải Gauliga Württemberg và đã có được những thành công ở đó, vô địch giải đấu vào năm 1935, 1937, 1938, 1940 và 1943 trước khi Gauliga đổ vỡ vào mùa giải 1944-45. Trong quãng thời gian này, đội bóng đã có đối thủ kình địch là Stuttgarter Kickers. Vào năm 1933, Stuttgart lần đầu tiên được chơi trên sân vận động mới "Neckarstadion" dưới sự chứng kiến của 40,000 cổ động viên. Sân này được xây để chuẩn bị cho giải điền kinh toàn nước Đức được tổ chức cũng vào năm đó.
Các danh hiệu ở Gauliga của VfB đã đưa đội bóng vào vòng vòng đấu loại trực tiếp, với kết quả thành công nhất của họ đến vào năm 1935 khi vào đến chung kết và để thua 4-6 trước nhà vô địch Schalke 04.

### Giải đấu những năm 1950
Sau chiến tranh VfB tiếp tục chơi ở giải hạng nhất của Oberliga Süd, giành chức vô địch vào các năm 1946, 1952 và 1954. Câu lạc bộ cũng thường xuyên góp mặt ở giải vô địch Đức và vô địch các năm 1950 và 1952, về nhì năm 1953. Vào những năm 1950, đội bóng cũng 2 lần vô địch cúp quốc gia Đức (1954 và 1958). Đội bóng đã vô địch 4 danh hiệu trong 8 năm dưới sự dẫn dắt của Robert Schlienz người đã mất cánh tay trái trong một vụ tai nạn xe hơi. Không cầu thủ nào của Stuttgart được triệu tập vào đội tuyển vô địch World Cup 1954.

### Bundesliga 1963
Do những kết quả thất vọng ở các giải đấu mang tầm quốc tế là World Cup 1958 và World Cup 1962, Liên đoàn bóng đá Đức giới thiệu một giải đấu chuyên nghiệp vào năm 1963. Thành tích thi đấu tốt của Stuttgart những năm 1950 đã tạo cơ hội cho họ là một trong 16 đội bóng tham gia vào giải Bundesliga. Vào thời kì giữa những năm 70 họ thường đứng ở vị trí giữa bảng xếp hạng. Một trong số ít những ngôi sao thời đó của họ là Gilbert Gress của Strasbourg.
Vào mùa giải 1972-73 đội bóng lần đầu lọt vào vòng bảng cúp UEFA vào tới bán kết giải đấu này năm 1974 nơi họ đã thua đội vô địch Feyenoord Rotterdam sau hai lượt trận với các tỉ số 1-2 và 2-2.

### 1975-2000: Thời kì của chủ tịch Mayer-Vorfelder

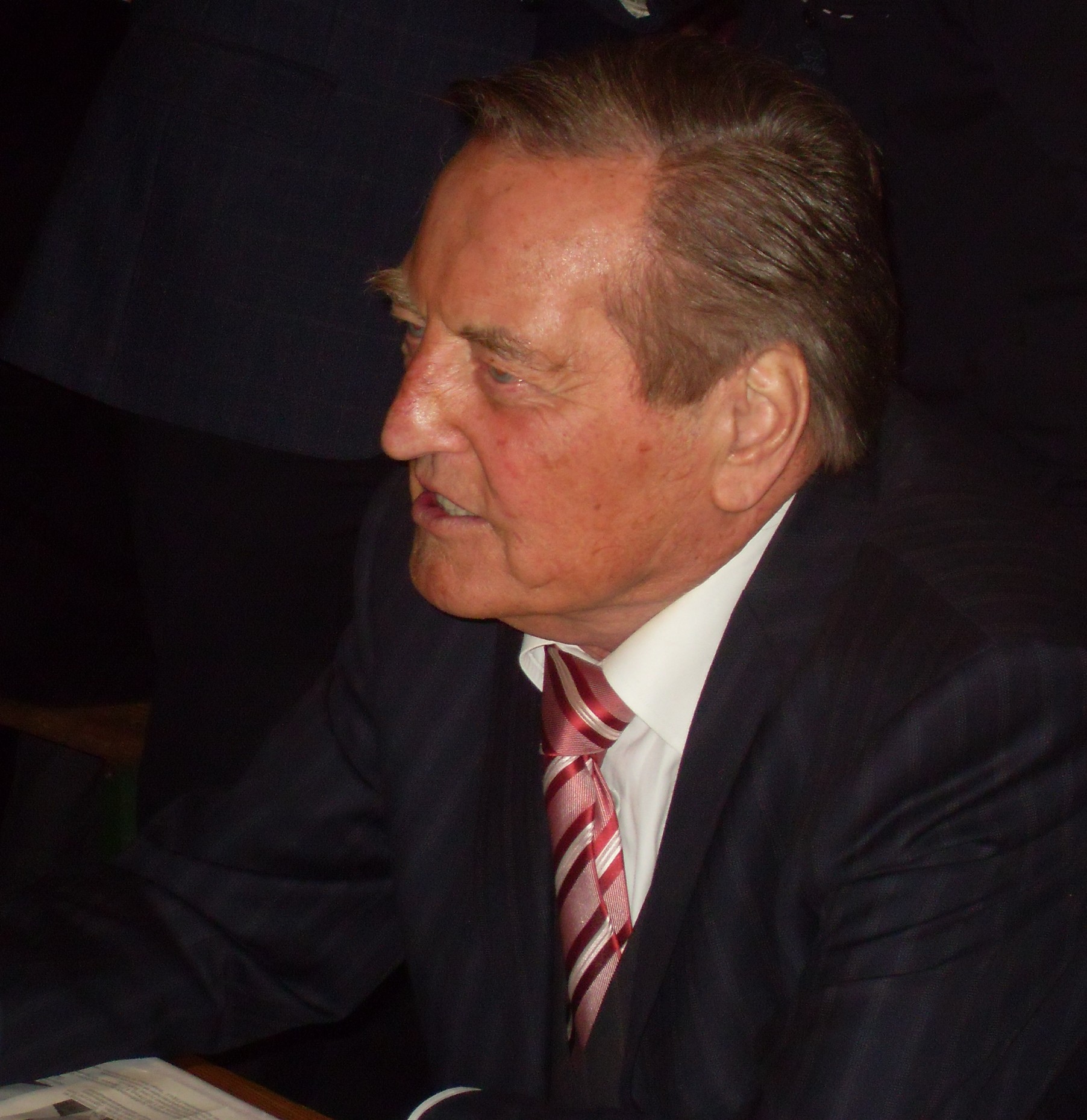
Mayer-Vorfelder vào năm 2009

Việc Stuttgart bị khủng hoảng vào giữa những năm 1970 đã khiến họ không thể thu hút được nhà đầu tư. Việc cố gắng nâng tầm lên cấp độ chuyên nghiệp bằng việc đầu tư thêm tiền đã thất bại. Tới cuối mùa giải 1974-75, với việc đội bóng đang bên bờ vực thẳm của việc bị xuống hạng, chính trị gia địa phương Gerhard Mayer-Vorfelder đã được chọn làm chủ tịch mới. Sau đó, trận hoà trong trận đấu cuối cùng của mùa giải khiến VfB bị tụt xuống thứ 16 và bị đánh bật khỏi Bundesliga. Mùa giải đầu tiên ở giải hạng hai được coi là mùa giải thất bại nhất trong lịch sử kết thúc với vị trí thứ 11 của Stuttgart, họ thậm chí đã thua một trận trên sân nhà gặp đối thủ kị dơ SSV Reutlingen trước sự chứng kiến của 1200 khán giả.
Với huấn luyện viên mới Jürgen Sundermann và các tài năng trẻ Karlheinz Förster và Hansi Müller, đội bóng được xây dựng xung quanh Ottmar Hitzfeld ghi hơn 100 bàn thắng ở mùa giải 1976-1977 và trở lại giải đấu cao nhất chỉ sau 2 mùa giải vắng bóng.
Đội hình trẻ trung đã nổi tiếng với lối đá tấn công và ghi nhiều bàn thắng, nhưng vẫn phải chịu sự thiếu hụt về kinh nghiệm. Vào cuối mùa giải 1977-78, VfB đứng thứ 4, nhưng họ đã lập kỉ lục về số khán giả trung bình đến sân trong một trận đấu là 53,000 cho tới năm 1990. Họ có một lần góp mặt ở bán kết cúp UEFA vào năm 1980 và có một số lần về đích ở top 4 đội dẫn đầu trên con đường đi tìm danh hiệu Bundesliga đầu tiên của họ - danh hiệu quốc gia thứ 3 - vào năm 1984, dưới sự dẫn dắt của Helmut Benthaus.
Vào năm 1986, VfB thua trong trận chung kết Cúp quốc gia Đức 5-2 trước Bayern Munich. Ở trận chung kết cúp UEFA 1989, họ thua Napoli (1-2, 3-3), đội bóng Diego Maradona chơi bóng vào thời điểm đó.
Vào mùa giải 1991-92, đội bóng giành được danh hiệu thứ tư của họ, một trong những cuộc đua gay cấn nhất trong lịch sử Bundesliga, về đích ở trên Borussia Dortmund về hiệu số bàn thắng. Trên phương diện quốc tế, họ bị loại khỏi cúp UEFA mùa giải đó (1991-92) sau khi thua trận đấu ở vòng hai trước CA Osasuna (2-3). Với tư cách là một nhà vô địch, đội bóng được vào thẳng vòng bảng cúp C1 1992-93, nhưng bị loại từ vòng 1 trước Leeds United.
VfB không được tham dự cúp châu Âu cho tới năm 1997, sau khi vô địch cúp quốc gia Đức lần thứ ba dưới sự dẫn dắt của Joachim Löw. Họ giành được nhiều thành công sau khi trở lại, được tham dự trận Siêu cúp bóng đá châu Âu ở Stockholm, nơi họ thua Chelsea trong mùa giải gần cuối của giải đấu này. Chỉ có một người trong "tam giác ma thuật" của họ ở lại là đội trưởng Krassimir Balakov, trong khi hai người còn lại là Giovane Elber và Fredi Bobic rời đi. Hợp đồng của Low không được gia hạn, ông bị thay thế bởi Winfried Schäfer.
Tuy nhiên, màn trình diễn của Stuttgart đã sa sút sau sự kiện này bởi đội bóng chỉ giành được vị trí ở giữa bảng xếp hạng trong hai mùa giải sau đó mặc dù đã đầu tư tiền vào thị trường chuyển nhượng và cho những cựu binh như Balakov.

### 2000-2007: Giai đoạn sau Meyer-Volfelder và trở lại với thành công
Do nhiều sự chỉ trích và những kết quả không tốt, Gerhard Mayer-Volfelder cuối cùng cũng phải rời đội bóng vào năm 2000 để giữ chức vụ ở Liên đoàn bóng đá Đức, Liên đoàn bóng đá châu Âu và Liên đoàn bóng đá thế giới. Chủ tịch mới Manfred Haas đã ký hợp đồng với nhiều cầu thủ đắt giá. Vào năm 1976, khi Volfelder tiếp quản đội bóng, câu lạc bộ đã phải xây dựng lại với nền tảng là các cầu thủ từ đội trẻ. VfB có rất nhiều thành công ở các giải vô dịch bóng đá trẻ ở Đức.
Huấn luyện viên Ralf Rangnick đã bắt đầu xây dựng lại đội bóng và đã vô địch Intertoto cup, nhưng sau khi bị loại ở cúp UEFA đội bóng lại phải bắt đầu công cuộc chống xuống hạng vào năm 2001 và đã về đích ở vị trí thứ 15. Rangnick bị thay thế bởi Felix Magath.
Với những cầu thủ như Andreas Hinkel, Kevin Kurányi, Timo Hildebrand hay Alexander Hleb khiến đội bóng được đặt biệt danh "the young and wild" (Những cầu thủ trẻ và làn gió), đội bóng đã lấy lại phong độ và về đích thứ nhì ở Bundesliga mùa giải 2002-2003 sau chiến thắng 2-0 trước VfL Wolfsburg và sự giúp sức của Energie Cottbus ở vòng đấu cuối. Đó là lần thứ 4 họ về đích ở vị trí thứ nhì sau các năm 1935, 1953 và 1979.

### Champions League 2003-04
VfB được tham dự cúp C1 nhờ vào vị trí thứ 2 và sau đó họ đã đánh bại Manchester United và Rangers F.C. mỗi đội 1 lần và Panathinaikos F.C. 2 lần, họ được vào thi đấu ở vòng loại trực tiếp nơi họ bị loại bởi Chelsea F.C. (0-1 và 0-0).
Họ tiếp tục là một trong số những đội bóng hàng đầu ở Đức, về đích ở vị trí thứ 5 khi mùa giải kết thúc và thi đấu ở cúp UEFA, nhưng không có thành công nào đáng kể. Không những vậy, huấn luyện viên Magath và nhiều cầu thủ khác rời đội bóng để tới đội bóng mạnh hơn: Kevin Kurányi tới FC Schalke 04, Philipp Lahm tới Bayern Munich và Aliaksandr Hleb tới Arsenal F.C..
Sau khi kết thúc một nửa mùa giải 2005-06 đầy thất vọng, Givanni Trapattoni bị sa thải và thay thế bằng Armin Veh. Huấn luyện viên mới đã trở lại sau một thời gian không bóng đá kể từ khi rời khỏi Hansa Rostock vào năm 2003 để tập trung nhiều hơn cho gia đình và không có công việc tới năm 2004 trừ việc huấn luyện cho đội bóng quê ông FC Augsburg trong một mùa giải. Được sự ủng hộ của tân chủ tịch Horst Heldt, Veh chứng tỏ bản thân và ông tập trung vào việc mua những cầu thủ tốt nhưng không đắt hơn là mua những ngôi sao. Đội trưởng Zvonimir Soldo giải nghệ, và những cựu binh khác rời đội bóng khiến họ chỉ về đích ở vị trí thứ 9 và không được tham dự cúp châu Âu lần đầu trong 4 năm.

### Vô địch Bundesliga 2006-07
Mặc dù phải chịu những trận thua ở đầu mùa giải và bị chỉ trích nặng nề ở mùa giải 2006-07, bao gồm một trận thua 3-0 trước Nurnberg, Veh vẫn mua được những cầu thủ mới như Pável Pardo và Ricardo Osorio của Mexico, và cầu thủ người Brazil Antônio da Silva cùng một loạt các tài năng trẻ, bao gồm Mario Gómez, Serdar Tasci và Sami Khedira, trở thành một tập thể vững mạnh và dẫn đầu bảng xếp hạng vào ngày 12 tháng 11 năm 2006, đó là lần đầu họ dẫn đầu bảng trong 2 năm. Stuttgart đã lọt vào top 5 đội dẫn đầu và gửi một thông điệp mạnh mẽ rằng họ sẽ cạnh tranh ngôi vô địch nhờ vào 8 trận thắng cuối cùng của mùa giải. Ở vòng đấu áp chót vào ngày 12 tháng 5 năm 2007, Stuttgart thắng VfL Bochum 3-2 trên sân khách, vượt lên trên Schalke 04 và giữ một suất tham dự cúp C1 2007-08. Sau khi bị dẫn trước 1-0 trong trận cuối ùng  gặp Energie Cottbus, Stuttgart đã lôi ngược dòng và thắng lại 2-1 để đăng quang ngôi vô địch lần đầu tiên sau 15 năm. Cuộc ăn mừng ở Stuttgart (250,000 người) thậm chí còn nhiều hơn cả cuộc ăn mừng đội tuyển bóng đá quốc gia Đức giành ngôi thứ ba sau khi đánh bại Bồ Đào Nha ở Giải vô địch bóng đá thế giới 2006.
Thực ra, VfB còn có cơ hội lần đầu tiên đoạt cú ăn đôi khi họ giành vé vào chơi trận chung kết cúp bóng đá quốc gia Đức lần đầu tiên kể từ khi họ vô địch giải này 10 năm trước. Đối thủ của họ trong trận chung kết ở Berlin là Nuremberg, đội bóng đã đánh bại họ trong cả hai lần đối đầu ở mùa giải đó, 3-0 và 4-1, nhưng lần cuối cùng họ vô địch cúp này là năm 1962. Sau khi kết thúc hiệp một tỉ số là 1-1, chân sút của Stuttgart là Cacau bị đuổi khỏi sân. Nuremberg nâng tỉ số lên 2-1 ở đầu hiệp hai, nhưng Stuttgart chỉ với 10 người đã chiến đấu và gỡ hoà. Trong hiệp phụ thứ 2, với việc cả hai đội bóng đều đã sa sút thể lực, Nuremberg ghi bàn thắng quyết định.

### Champions League 2007-08
UEFA Champions League 2007-08 bắt đầu với đương kim vô địch Đức vào ngày 30 tháng 8 năm 2007 và họ nằm cùng bảng với FC Barcelona, đương kim vô địch Pháp Olympique Lyonnais đội bóng quen thuộc của Scotland Rangers F.C.. Giống với mùa giải 2003-04, giải đấu năm 2007-08 của Stuttgart bắt đầu với trận đấu ở sân Ibrox Park gặp Rangers F.C.. Trận đấu kết thúc với tỉ số thua 2-1. Trận thứ hai của họ được thi đấu trên sân nhà cũng là một trận thua 2-0 trước Barcelona và trận thứ 3 cũng vậy, gặp Lyon trên sân nhà, và đội khách ra về với chiến thắng 2-0, cả hai bàn thắng đều ghi trong hiệp 2. 5 trận thua và chỉ có 1 trận thắng (trước Rangers) đống nghĩa với việc họ sớm bị loại khỏi vòng bảng. Ở giải vô địch quốc gia họ về đích ở vị trí thứ 6 sau một màn khởi đầu tồi tệ, Ngôi sao mới của Đức là Mario Gómez ghi 19 bàn.

### Mùa giải 2008-09
Ở mùa giải 2008-09, cũng giống như mùa giải trước đó, có một sự khởi đầu tồi tệ. Sau vòng đấu thứ 14 vào tháng 11, VfB chỉ đứng thứ 11 trên bảng xếp hạng. Như một hệ quả, Armin Veh bị xa thải và thay thế bởi Markus Babel. Sau khi bị loại khỏi DFB-Pokal sau khi thua 5-1 trước Bayern Munich vào tháng 1, mọi việc bắt đầu khởi sắc hơn với đội bóng và họ kết thúc ở vị trí thứ 3, vị trí thứ 2 bị tuột khỏi tầm tay họ sau khi họ thua Bayern trong trận đấu cuối cùng của mùa giải. Điều này có nghĩa rằng họ lại có cơ hội để tham dự cúp C1 lần nữa.
Trên phương diện quốc tế, VfB được tham dự vòng bảng cúp UEFA 2008-09, nhưng thua trước đương kim vô địch FC Zenit Saint Petersburg ở vòng 32 đội vào tháng 2.

### Mùa giải 2009-10

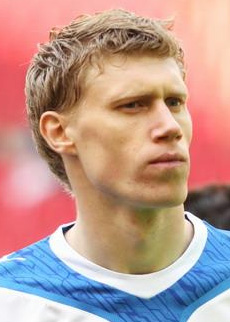
Pavel Pogrebnyak - tân bình của Stuttgart ở mùa giải 2009-10

VfB bước vào mùa giải mà không có Mario Gomez, nhưng Pavel Pogrebnyak đã tới từ FC Zenit còn Aliaksandr Hleb trở lại (theo dạng cho mượn từ FC Barcelona.
Ở cấp độ đấu trường châu Âu, VfB bắt đầu mùa giải với sự thành công lớn bằng việc được tham dự vòng bảng cúp C1 2009-10. VfB lần thứ 3 được tham dự giải này trong 6 năm (2 lần trước là các năm 2003 và 2007) sau khi đánh bại đại diện của România FC Timisoara ở vòng loại thứ ba vào các ngày 18 và 26 tháng 8 năm 2009. VfB nằm ở bảng G cùng các đối thủ FC Sevilla của Tây Ban Nha, Rangers F.C. của Scotland và Unirea Urziceni của Romania. Với 2 trận thắng (trước Rangers và Unirea), 3 trận hoà (1 trước mỗi đối thủ) và 1 trận thua (trước Sevilla), họ về đích thứ 2 ở bảng đấu, và lọt vào vòng 16 đội, nơi họ phải đối mặt với FC Barcelona vào cuối mùa đông. Sau một trận đấu thành công trên sân nhà với tỉ số hoà 1-1 nhưng họ đã bị thua đậm 4-0 trên sân khách.
Ở cúp quốc gia Đức 2009-10, họ có giải đấu thất bại nhất trong 16 năm qua, thua đội bóng giải hạng hai Greuther Fürth. Trận thua đó đến ở giai đoạn đầu tồi tệ của đội bóng. Như một hệ quả của vị trí thứ 16 trên bảng xếp hạng, huấn luyện viên trẻ Markus Babel bị sa thải sau vòng 15 và thay thế là huấn luyện viên người Thuỵ Sĩ Christian Gross. Dưới triều đại của ông, VfB đã tiến bộ ở giải nội địa cũng như trên đấu trường quốc tế trước kì nghỉ đông. Trong quãng thời gian đó, Thomas Hitzlsperger, Jan Simak và Ludovic Magnin rời đội bóng; Cristian Molinaro được mượn từ Juventus. Trong nửa sau của mùa giải, câu lạc bộ - cũng giống như mùa giải 2008-09 - có một giai đoạn bùng nổ. Là đội bóng xuất sắc nhất giai đoạn lượt về của Bundesliga, đội bóng của huấn luyện viên người Thuỵ Sĩ Christian Gross leo lên nửa trên của bảng xếp hạng và hiện đang chiến đấu cho một suất dự cúp UEFA mùa giải sau.

## Sân vận động

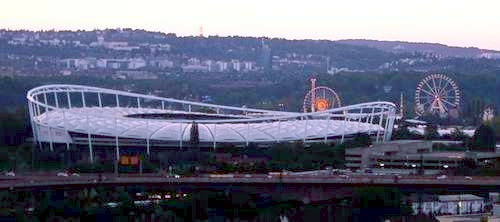

Sân nhà của VfB Stuttgart là sân Mercedes-Benz Arena được xây năm 1933. Nó nằm gần con sông Neckar  ở Bad Cannstatt gần bảo tàng Mercedes Benz và nhà máy Mercedes Benz. Sau khi được tu sửa nhiều lần, sân vận động có sức chứa tối đa là 55,896 người (50,000 cho các trận đấu quốc tế). Khác với nhiều sân vận động khác ở Đức, ban đầu sân có một đường chạy xung quanh sân dành cho điền kinh mặc dù ban đầu nó được xây nhằm mục đích cho bóng đá. Sân được dùng để phục vụ World Cup 1974 và World Cup 2006, lúc này đã đổi tên thành sân Gottlieb-Daimler-Stadion và tổ chức 5 trận ở vòng bảng, một trận ở vòng loại trực tiếp (Anh gặp Ecuador]] và trận tranh hạng 3 (Đức gặp Bồ Đào Nha). Từ mùa giải 2008-09, sân được đổi tên thành Mercedes Benz Arena, bắt đầu từ trận giao hữu gặp Arsenal vào ngày 30 tháng 7 năm 2008.

## Thành tích
- Vô địch bóng đá Đức (Bundesliga): 5
  - 1950, 1952, 1984, 1992, 2007
- Cúp bóng đá Đức: 3
  - 1953, 1979, 2003
- Siêu cúp bóng đá Đức: 1
  - 1992
- Cúp C2
  - Chung kết năm 1998
- Cúp UEFA
  - Chung kết năm 1989
- Cúp Intertoto: 2
  - 2000, 2002

### Đội hình chính
Tính đến ngày 15 tháng 8 năm 2024
Ghi chú: Quốc kỳ chỉ đội tuyển quốc gia được xác định rõ trong điều lệ tư cách FIFA. Các cầu thủ có thể giữ hơn một quốc tịch ngoài FIFA.
| Số | VT | Quốc gia               | Cầu thủ                  |
| -- | -- | ---------------------- | ------------------------ |
| 1  | TM | Đức                    | Fabian Bredlow           |
| 3  | HV | Hà Lan                 | Ramon Hendriks           |
| 4  | HV | Đức                    | Josha Vagnoman           |
| 5  | TV | Đức                    | Yannik Keitel            |
| 6  | TV | Đức                    | Angelo Stiller           |
| 7  | HV | Đức                    | Maximilian Mittelstädt   |
| 8  | TV | Pháp                   | Enzo Millot              |
| 9  | TĐ | Bosna và Hercegovina   | Ermedin Demirović        |
| 10 | TĐ | Hàn Quốc               | Jeong Woo-yeong          |
| 11 | TĐ | Đức                    | Nick Woltemade           |
| 13 | HV | Đức                    | Frans Krätzig            |
| 14 | TĐ | Cộng hòa Dân chủ Congo | Silas Katompa Mvumpa     |
| 15 | HV | Đức                    | Pascal Stenzel           |
| 16 | TV | Đức                    | Atakan Karazor (đội phó) |
| 17 | TĐ | Đức                    | Justin Diehl             |
| 18 | TĐ | Đức                    | Jamie Leweling           |
| 19 | TĐ | Đan Mạch               | Wahid Faghir             |

| Số | VT | Quốc gia   | Cầu thủ           |
| -- | -- | ---------- | ----------------- |
| 20 | HV | Thụy Sĩ    | Leonidas Stergiou |
| 21 | TM | Đức        | Stefan Drljača    |
| 22 | TĐ | Đức        | Thomas Kastanaras |
| 23 | HV | Pháp       | Dan-Axel Zagadou  |
| 24 | HV | Đức        | Jeff Chabot       |
| 25 | TĐ | Đức        | Luca Pfeiffer     |
| 26 | TĐ | Đức        | Deniz Undav       |
| 27 | TV | Đức        | Chris Führich     |
| 28 | TV | Đan Mạch   | Nikolas Nartey    |
| 29 | HV | Pháp       | Anthony Rouault   |
| 30 | TV | Thổ Nhĩ Kỳ | Ömer Beyaz        |
| 32 | TV | Thụy Sĩ    | Fabian Rieder     |
| 33 | TM | Đức        | Alexander Nübel   |
| 40 | TĐ | Đức        | Luca Raimund      |
| 41 | TM | Đức        | Dennis Seimen     |
| 44 | TĐ | Hà Lan     | Mohamed Sankoh    |
| 45 | HV | Nhật Bản   | Anrie Chase       |

## Huấn luyện viên

### Ban huấn luyện
| Sebastian Hoeneß   | huấn luyện viên trưởng  |
| David Krecidlo     | Trợ lý huấn luyện viên  |
| Malik Fathi        | Trợ lý huấn luyện viên  |
| Steffen Krebs      | huấn luyện viên thủ môn |
| Matthias Schiffers | huấn luyện viên thể lực |

### Các đời huấn luyện viên từ năm 1920
| Tên                      | Nhiệm kì                                    | Danh hiệu                                                                                          |
| Grünwald                 | 1920                                        | |
| Edward Hanney            | 1 tháng 7 năm 1924 – tháng 1 năm 1927       | Vô địch Württemberg/Baden 1927                                                                     |
| Lajos Kovács             | Tháng 9, 1927 – 31 tháng 12 năm 1929        | Vô đich Württemberg 1929/30                                                                        |
| Emil Friz                | 1 tháng 1 năm 1930 – 15 tháng 6 năm 1930    | |
| Karl Preuß               | 15 tháng 6 năm 1930–1933                    | |
| Willi Rutz               | Tháng 7, 1933 – 1934                        | |
| Emil Gröner              | 1934–1935                                   | |
| Fritz Teufel             | 1935 – 30 tháng 6 năm 1936                  | Về nhì Cúp bóng đá quốc gia Đức 1935, Vô địch Gauliga Württemberg champions 1935                   |
| Leonhard "Lony" Seiderer | 1 tháng 7 năm 1936 – 30 tháng 6 năm 1939    | Vô địch Gauliga Württemberg 1937, 1938                                                             |
| Karl Becker              | Tháng 3, 1939 – Tháng 4, 1939               | |
| Josef Pöttinger          | 1 tháng 5 năm 1939 – Tháng 10, 1939         | |
| Fritz Teufel             | 1 tháng 7 năm 1945 – 30 tháng 6 năm 1947    | Vô địch Oberliga Süd 1946                                                                          |
| Georg Wurzer             | 1 tháng 7 năm 1947 – 30 tháng 4 năm 1960    | Vô địch bóng đá Đức 1950, 1952, Á quân 1953, Vô địch Oberliga Süd 1952, 1954, DFB Pokal 1954, 1958 |
| Kurt Baluses             | 1 tháng 5 năm 1960 – 24 tháng 2 năm 1965    | |
| Franz Seybold            | 25 tháng 2 năm 1965 – 7 tháng 3 năm 1965    | |
| Rudi Gutendorf           | 8 tháng 3 năm 1965 – 6 tháng 12 năm 1966    | |
| Albert Sing              | 7 tháng 12 năm 1966 – 30 tháng 6 năm 1967   | |
| Gunther Baumann          | 1 tháng 7 năm 1967 – 30 tháng 6 năm 1969    | |
| Franz Seybold            | 1 tháng 7 năm 1969 – 30 tháng 6 năm 1970    | |
| Branko Zebec             | 1 tháng 7 năm 1970 – 18 tháng 4 năm 1972    | |
| Karl Bögelein            | 19 tháng 4 năm 1972 – 30 tháng 6 năm 1972   | |
| Hermann Eppenhoff        | 1 tháng 7 năm 1972 – 1 tháng 12 năm 1974    | |
| Fritz Millinger          | 2 tháng 12 năm 1974 – 13 tháng 12 năm 1974  | |
| Albert Sing              | 14 tháng 12 năm 1974 – 30 tháng 6 năm 1975  | |
| István Sztani            | 1 tháng 7 năm 1975 – 31 tháng 3 năm 1976    | |
| Karl Bögelein            | 1 tháng 4 năm 1976 – 30 tháng 6 năm 1976    | |
| Hans-Jürgen Sundermann   | 1 tháng 7 năm 1976 – 30 tháng 6 năm 1979    | Á quân Bundesliga 1979                                                                             |
| Lothar Buchmann          | 1 tháng 7 năm 1979 – 30 tháng 6 năm 1980    | |
| Hans-Jürgen Sundermann   | 1 tháng 7 năm 1980 – 30 tháng 6 năm 1982    | |
| Helmut Benthaus          | 1 tháng 7 năm 1982 – 30 tháng 6 năm 1985    | Vô địch Bundesliga 1984                                                                            |
| Otto Barić               | 1 tháng 7 năm 1985 – 4 tháng 3 năm 1986     | |
| Willi Entenmann          | 5 tháng 3 năm 1986 – 30 tháng 6 năm 1986    | Á quân DFB Pokal 1986                                                                              |
| Egon Coordes             | 1 tháng 7 năm 1986 – 30 tháng 6 năm 1987    | |
| Arie Haan                | 1 tháng 7 năm 1987 – 26 tháng 3 năm 1990    | Á quân UEFA Cup 1989                                                                               |
| Willi Entenmann          | 27 tháng 3 năm 1990 – 19 tháng 11 năm 1990  | |
| Christoph Daum           | 20 tháng 11 năm 1990 – 10 tháng 12 năm 1993 | Vô địch Bundesliga 1992                                                                            |
| Jürgen Röber             | 15 tháng 12 năm 1993 – 25 tháng 4 năm 1995  | |
| Jürgen Sundermann        | 26 tháng 4 năm 1995 – 30 tháng 6 năm 1995   | |
| Rolf Fringer             | 1 tháng 7 năm 1995 – 13 tháng 8 năm 1996    | |
| Joachim Löw              | 14 tháng 8 năm 1996 – 30 tháng 6 năm 1998   | vô địch DFB Pokal 1997, Á quân UEFA Cup Winners' Cup 1998                                          |
| Winfried Schäfer         | 1 tháng 7 năm 1998 – 4 tháng 12 năm 1998    | |
| Wolfgang Rolff           | 5 tháng 12 năm 1998 – 31 tháng 12 năm 1998  | |
| Rainer Adrion            | 1 tháng 1 năm 1999 – 2 tháng 5 năm 1999     | |
| Ralf Rangnick            | 3 tháng 5 năm 1999 – 23 tháng 2 năm 2001    | |
| Felix Magath             | 24 tháng 2 năm 2001 – 30 tháng 6 năm 2004   | Á quân Bundesliga 2003                                                                             |
| Matthias Sammer          | 1 tháng 7 năm 2004 – 3 tháng 6 năm 2005     | |
| Giovanni Trapattoni      | 17 tháng 6 năm 2005 – 9 tháng 2 năm 2006    | |
| Armin Veh                | 10 tháng 2 năm 2006 – 23 tháng 11 năm 2008  | vô địch Bundesliga 2007, về nhì DFB-Pokal 2007                                                     |
| Markus Babbel            | 23 tháng 11 năm 2008 – 6 tháng 12 năm 2009  | |
| Christian Gross          | 6 tháng 12 năm 2009 – 13 tháng 10 năm 2010  | |
| Jens Keller              | 13 tháng 10 năm 2010 – 12 tháng 12 năm 2010 | |
| Bruno Labbadia           | 12 tháng 12 năm 2010 – 26 tháng 8 năm 2013  | |
| Thomas Schneider         | 26 tháng 8 năm 2013 – 9 tháng 3 năm 2014    | |
| Huub Stevens             | 10 tháng 3 năm 2014 – 30 tháng 6 năm 2014   | |
| Armin Veh                | 1 tháng 7 năm 2014 – 23 tháng 11 năm 2014   | |
| Huub Stevens             | 25 tháng 11 năm 2014 – 28 tháng 6 năm 2015  | |
| Alexander Zorniger       | 29 tháng 6 năm 2015 – 24 tháng 11 năm 2015  | |
| Jürgen Kramny            | 24 tháng 11 năm 2015 – 15 tháng 5 năm 2016  | |
| Jos Luhukay              | 1 tháng 6 năm 2016 – 15 tháng 9 năm 2016    | |
| Olaf Janßen              | 15 tháng 9 năm 2016 – 20 tháng 9 năm 2016   | |
| Hannes Wolf              | 20 tháng 9 năm 2016 – 28 tháng 1 năm 2018   | |
| Tayfun Korkut            | 29 tháng 1 năm 2018 – 7 tháng 10 năm 2018   | |
| Markus Weinzierl         | 9 tháng 10 năm 2018 – 20 tháng 4 năm 2019   | |
| Nico Willig              | 21 tháng 4 năm 2019 – 27 tháng 5 năm 2019   | |
| Tim Walter               | 19 tháng 6 năm 2019 – 23 tháng 12 năm 2019  | |
| Pellegrino Matarazzo     | 6 tháng 1 năm 2020 – 10 tháng 10 năm 2022   | |
| Michael Wimmer           | 12 tháng 10 năm 2022 – 5 tháng 12 năm 2022  | |
| Bruno Labbadia           | 5 tháng 12 năm 2022 – 3 tháng 4 năm 2023    | |
| Sebastian Hoeneß         | 3 tháng 4 năm 2023 –                        | Á quân Bundesliga 2024                                                                             |

## Thứ hạng tại Bundesliga
| - 1963/64 – 5th - 1964/65 – 12th - 1965/66 – 11th - 1966/67 – 12th - 1967/68 – 8th - 1968/69 – 5th - 1969/70 – 7th - 1970/71 – 12th - 1971/72 – 8th - 1972/73 – 6th - 1973/74 – 9th - 1974/75 – 16th (xuống hạng tới 2. Bundesliga) - 1975/76 – 2. Bundesliga, 11th - 1976/77 – 2. Bundesliga, 1st (thăng hạng lên 1. Bundesliga) - 1977/78 – 4th - 1978/79 – 2nd - 1979/80 – 3rd - 1980/81 – 3rd - 1981/82 – 9th - 1982/83 – 3rd - 1983/84 – 1st (Vô địch) - 1984/85 – 10th - 1985/86 – 5th - 1986/87 – 12th | - 1987/88 – 4th - 1988/89 – 5th - 1989/90 – 6th - 1990/91 – 6th - 1991/92 – 1st (Vô địch) - 1992/93 – 7th - 1993/94 – 7th - 1994/95 – 12th - 1995/96 – 10th - 1996/97 – 4th - 1997/98 – 4th - 1998/99 – 11th - 1999/00 – 8th - 2000/01 – 15th - 2001/02 – 8th - 2002/03 – 2nd - 2003/04 – 4th - 2004/05 – 5th - 2005/06 – 9th - 2006/07 – 1st (Vô địch) - 2007/08 – 6th - 2008/09 – 3rd - 2009/10 – 6th |

## Kình địch, đội bóng thân thiết, hợp tác
Đội bóng kình địch lâu đời nhất của Stuttgart là Stuttgarter Kickers. Tuy nhiên, hai đội chưa có cơ hội chạm trán nhau kể từ khi Kickers bị xuống hạng vào mùa giải 1992. Do vậy, trận derby này được thay thế bởi một trận khác cũng quan trọng không kém đó là trận derby cùng Baden-Württemberg giữa Stuttgart và Karlsruher SC. Trong trận derby này, sự thù địch lâu dài được thể hiện ra. Sự thù địch cùng đội bóng vùng Bavaria Bayern Munich cũng là một trận đáng xem, bởi cổ động viên của Stuttgart rất tức khi Bayern mua những cầu thủ hay nhất và huấn luyện viên của họ trong vài năm trở lại đây, chẳng hạn như Giovane Elber, Felix Magath và Mario Gómez.
Một sự thân thiện giữa các fan trong thời gian gần đây đã được xây dựng nên cùng Energie Cottbus, và khi VfB vô địch năm 2007 fan 2 đội đã cùng ăn mừng sau khi Stuttgart thắng Cottbus trong trận đấu cuối cùng.
Sự thân thiện cũng tồn tại giữa VfB và đội bóng phía đông Württemberg là SSV Reutlingen (em trai của VfB) cũng như đội bóng phía bắc Württembergers là SpVgg Ludwigsburg.
Vào năm 2005, một bản hợp đồng hợp tác đã được ký kết bởi VfB và đội bóng Thụy Sĩ FC St. Gallen nhằm phát triển cầu thủ trẻ của cả hai đội bóng.